# لوکا سپیتلی
لوکا سپیتلی (انگلیسی: Luca Ceppitelli؛ زادهٔ ۱۱ اوت ۱۹۸۹) بازیکن فوتبال اهل ایتالیا است.
از باشگاه‌هایی که در آن بازی کرده‌است می‌توان به باشگاه فوتبال کالیاری، باشگاه فوتبال پروجا، باشگاه فوتبال باری، و باشگاه فوتبال پارما اشاره کرد.